# Scylaticus ruficauda
Scylaticus ruficauda là một loài ruồi trong họ Asilidae. Scylaticus ruficauda được Bigot miêu tả năm 1878. Loài này phân bố ở vùng Tân nhiệt đới.